# Hofstenia beltagii
Hofstenia beltagii är en plattmaskart som beskrevs av Steinböck 1966. Hofstenia beltagii ingår i släktet Hofstenia och familjen Hofsteniidae.
Artens utbredningsområde är Röda havet. Inga underarter finns listade i Catalogue of Life.